# Challenge Féminin 2015
Il Challenge Féminin 2015 è stato la 1ª edizione del campionato di football americano femminile di primo livello, organizzato dalla FFFA.

## Squadre partecipanti
| Club                                 | Città                    | Stadio | Sponsor ufficiale | Risultato nella stagione 2014 |
| ------------------------------------ | ------------------------ | ------ | ----------------- | ----------------------------- |
| Argocanes                            | Aix-en-Provence          |        |                   |                               |
| CDFA33                               | Bordeaux                 |        |                   |                               |
| Gorgones                             | Nancy                    |        |                   |                               |
| Molosses d'Asnières                  | Asnières-sur-Seine       |        |                   |                               |
| Ours de Toulouse                     | Tolosa                   |        |                   |                               |
| Sparkles de Villeneuve-Saint-Georges | Villeneuve-Saint-Georges |        |                   |                               |
| Vikings de Villeneuve-d'Ascq         | Villeneuve-d'Ascq        |        |                   |                               |

## Stagione regolare

### Calendario

#### 1ª giornata
| Aix-en-Provence 21 marzo 2015, ore 19:00 | Argocanes | 18 – 6 | CDFA33 |  |

#### 2ª giornata
| Villeneuve-d'Ascq 29 marzo 2015, ore 14:00 | Vikings de Villeneuve-d'Ascq | 0 – 28 | Molosses d'Asnières |  |

| Nancy 29 marzo 2015, ore 14:00 | Gorgones | - – - | Sparkles de Villeneuve-Saint-Georges |  |

#### 3ª giornata
| Tolosa 26 aprile 2015, ore 14:00 | Ours de Toulouse | 0 – 58 | Argocanes |  |

| Villeneuve-d'Ascq 26 aprile 2015, ore 14:00 | Vikings de Villeneuve-d'Ascq | - – - | Gorgones |  |

| Asnières-sur-Seine 26 aprile 2015, ore 19:00 | Molosses d'Asnières | 44 – 20 | Sparkles de Villeneuve-Saint-Georges |  |

#### 4ª giornata
| Villeneuve-Saint-Georges 24 maggio 2015, ore 14:00 | Sparkles de Villeneuve-Saint-Georges | 42 – 6 | Vikings de Villeneuve-d'Ascq |  |

| Nancy 24 maggio 2015, ore 14:00 | Gorgones | - – - | Molosses d'Asnières |  |

| Bordeaux 28 maggio 2015, ore 19:00 | CDFA33 | 56 – 18 | Ours de Toulouse |  |

### Classifica
La classifica della regular season è la seguente:
- PCT = percentuale di vittorie, G = partite giocate, V = partite vinte,  P = partite perse, PF = punti fatti, PS = punti subiti

#### Poule Nord
| Pos. | Squadra                              | PCT   | G | V | N | P | PF | PS |
| ---- | ------------------------------------ | ----- | - | - | - | - | -- | -- |
| 1    | Molosses d'Asnières                  | 1.000 | 2 | 2 | 0 | 0 | 72 | 20 |
| 2    | Sparkles de Villeneuve-Saint-Georges | .500  | 2 | 1 | 0 | 1 | 62 | 50 |
| 3    | Vikings de Villeneuve-d'Ascq         | .000  | 2 | 0 | 0 | 2 | 6  | 70 |
| -    | Gorgones                             | -     | - | - | - | - | -  | -  |

#### Poule Sud
| Pos. | Squadra          | PCT   | G | V | N | P | PF | PS  |
| ---- | ---------------- | ----- | - | - | - | - | -- | --- |
| 1    | Argocanes        | 1.000 | 2 | 2 | 0 | 0 | 76 | 6   |
| 2    | CDFA33           | .500  | 2 | 1 | 0 | 1 | 62 | 36  |
| 3    | Ours de Toulouse | .000  | 2 | 0 | 0 | 2 | 18 | 114 |

## Playoff

### I Finale
| Aix-en-Provence 14 giugno 2015, ore 14:00 | Argocanes | 6 – 14 | Molosses d'Asnières |  |

## Verdetti
- Molosses d'Asnières Campionesse della Francia 2015 (1º titolo)